# Isiah Medina
Isiah Medina (Toronto, 11 maart 1991) is een Canadees filmregisseur.
Medina brak in 2015 internationaal door met zijn docudrama 88:88, dat gaat over een groep Canadese jongeren met financiële problemen. 88:88 staat voor het aangezicht van een wekkerradio die niet meer werkt.

## Filmografie
- Semi-Auto Colours (2010) regisseur
- L'Américaine (2011) coproducent.
- Time is the sun (2012) producent, regisseur
- (∃u) [u ≤ f and u ≤ m] (2014) producent, regisseur
- 88:88 (2015) producent, regisseur[2]